# Sztachióz

A sztachióz két α-D-galaktóz, egy α-D-glükóz és egy β-D-fruktóz egységből álló tetraszacharid. A sztachióz számos zöldségben (például zöldbab, szójabab és más babfélék) és növényben előfordul. A sztachióz kevésbé édes, mint a szacharóz (azonos tömeg mellett mintegy 28%-os). Az emberek számára nem teljesen emészthető, energiatartalma 1,5–2,4 kcal/g (6–10 kJ/g).

## Fordítás
Ez a szócikk részben vagy egészben a Stachyose című angol Wikipédia-szócikk fordításán alapul.  Az eredeti cikk szerkesztőit annak laptörténete sorolja fel. Ez a jelzés csupán a megfogalmazás eredetét és a szerzői jogokat jelzi, nem szolgál a cikkben szereplő információk forrásmegjelöléseként.